# آینه‌بلاغ (آلماتی)
آینه‌بلاغ (به قزاقی: Aynabulaq) یک منطقهٔ مسکونی در قزاقستان است که در شهرستان کوک‌سو واقع شده‌است. آینه‌بلاغ ۷۵۴ نفر جمعیت دارد.